# West Indies Cricket Team in Simbabwe in der Saison 2001
Die Tour des West Indies Cricket Team nach Simbabwe in der Saison 2001 fand vom 9. bis zum 27. Juli statt. Die internationale Cricket-Tour war Teil der internationalen Cricket-Saison 2001 und umfasste zwei Test Matches. West Indies gewannen die Testserie 1-0.

## Vorgeschichte
Beide Mannschaften bestritt zuvor zusammen mit Indien ein Drei-Nationen-Turnier.
Das letzte Aufeinandertreffen der beiden Mannschaften bei einer Tour fand in der Saison 1999/2000 in den West Indies statt. Es war das erste Mal, dass die West Indies eine Tour in Simbabwe austrugen.

## Stadien
Für die Tour wurden folgende Stadien als Austragungsorte vorgesehen und am 19. Januar 2001.
| Stadion            | Stadt    | Kapazität | Spiele  |
| ------------------ | -------- | --------- | ------- |
| Queens Sports Club | Bulawayo | 9.000     | 1. Test |
| Harare Sports Club | Harare   | 10.000    | 2. Test |

## Kader
Simbabwe benannte seinen Kader am 18. Juli 2001.
| Test | Test |
| Simbabwe | West Indies |
| --- | --- |
| - Heath Streak (K) - Andy Blignaut - Alistair Campbell - Stuart Carlisle - Dion Ebrahim - Grant Flower - Hamilton Masakadza - Ray Price - Bryan Strang - Tatenda Taibu (wk) - Guy Whittall - Craig Wishart | - Carl Hooper (K) - Marlon Black - Courtney Browne (wk) - Shivnarine Chanderpaul - Pedro Collins - Daren Ganga - Chris Gayle - Ridley Jacobs (wk) - Reon King - Neil McGarrell - Marlon Samuels - Ramnaresh Sarwan - Colin Stuart |

## Tour Matches
| 9. – 11. Juli Scorecard | Harare | West Indians 191 (48.4) & 457-5d (99) | – | Zimbabwe President’s XI 128-9d (46.4) & 306 (88.1) |
|                         |        | West Indians gewinnt mit 214 Runs     |   |                                                    |

| 14. – 16. Juli Scorecard | Kwekwe | West Indians 374 (96.4) & 395 (93.4) | – | Simbabwe A 345 (96.4) & 55-0 (9) |
|                          |        | Remis                                |   |                                  |

## Test Matches

### Erster Test in Bulawayo
| 19. – 23. Juli Scorecard | Bulawayo | Simbabwe 155 (59) & 228 (101.4)                    | – | West Indies 559-6d (168) |
|                          |          | West Indies gewinnt mit einem Innings und 176 Runs |   |                          |

### Zweiter Test in Harare
| 27. – 31. Juli Scorecard | Harare | Simbabwe 131 (57.1) & 563-9d (167) | – | West Indies 347 (111.2) & 98-1 (46.2) |
|                          |        | Remis                              |   |                                       |

## Statistiken
Die folgenden Cricketstatistiken wurden bei dieser Tour erzielt.
| Tests             | Tests       | Tests   | Tests   | Tests   | Tests   | Tests   | Tests   | Tests   |
| Batting           | Batting     | Batting | Batting | Batting | Batting | Batting | Batting | Batting |
| Spieler           | Mannschaft  | Spiele  | Innings | Runs    | Average | HS      | 100s    | 50s     |
| ----------------- | ----------- | ------- | ------- | ------- | ------- | ------- | ------- | ------- |
| Chris Gayle       | West Indies | 2       | 3       | 233     | 116,50  | 175     | 1       | 1       |
| Alistair Campbell | Simbabwe    | 2       | 4       | 202     | 50,50   | 103     | 1       | 1       |
| Carl Hooper       | West Indies | 2       | 2       | 188     | 94,00   | 149     | 1       | 0       |
| Ramnaresh Sarwan  | West Indies | 2       | 3       | 175     | 87,50   | 86      | 0       | 2       |
| Craig Wishart     | Simbabwe    | 2       | 4       | 141     | 35,25   | 93      | 0       | 1       |
| Bowling           |             |         |         |         |         |         |         |         |
| Spieler           | Mannschaft  | Spiele  | Overs   | Wickets | Average | BBI     | 5W      | 10W     |
| Colin Stuart      | West Indies | 2       | 79.3    | 12      | 18,50   | 3/33    | 0       | 0       |
| Neil McGarrell    | West Indies | 2       | 113     | 12      | 20,41   | 4/23    | 0       | 0       |
| Reon King         | West Indies | 2       | 83.4    | 8       | 27,12   | 4/51    | 0       | 0       |
| Bryan Strang      | Simbabwe    | 2       | 91      | 6       | 35,50   | 4/83    | 0       | 0       |
| Heath Streak      | Simbabwe    | 2       | 72.2    | 4       | 54,75   | 2/110   | 0       | 0       |
| Ray Price         | Simbabwe    | 2       | 87.2    | 4       | 61,75   | 2/81    | 0       | 0       |

## Player of the Series
Als Player of the Series wurden die folgenden Spieler ausgezeichnet.
| Serie | Player of the Series |
| ----- | -------------------- |
| Test  | Chris Gayle          |

### Player of the Match
Als Player of the Match wurden die folgenden Spieler ausgezeichnet.
| Spiel   | Player of the Match |
| ------- | ------------------- |
| 1. Test | Chris Gayle         |
| 2. Test | Hamilton Masakadza  |